# Бенфіка (Санта-Круж)
Групу Дешпортіву Бенфіка або просто Бенфіка (Санта-Круж) (порт. Grupo Desportivo Benfica) — професіональний кабо-вердський футбольний клуб з району Санта-Круж, на острові Сантьягу. Крім футболу, в клубі також діє легкоатлетична секція.

## Досягнення
- Чемпіонат острова Сантьягу (Північ): 1 перемога

2011

## Історія виступів у чемпіонатах та кубках

### Чемпіонат острова
| Сезон   | Див | Міс | Очк    | І  | В | Н | П | ЗМ | ПМ | РМ |
| 2014-15 | 2-1 | 7   | 15 pts | 12 | 3 | 6 | 3 | 11 | 10 | +1 |